# Тимонтаев, Александр Фёдорович
Александр Фёдорович Тимонтаев (1 февраля 1905; Бузулук, Самарская губерния, Российская империя — 21 августа 1969; Москва, РСФСР, СССР) — советский актёр театра и кино. Участник Великой Отечественной войны.

## Биография
Родился 1 февраля 1905 года в городе Бузулук Самарской губернии Российской империи в семье матери и отца.  
С 1912 года учился в Самарском коммерческом училище, которое так и не окончил и ушёл после шестого класса в трудовую жизнь. С 1921 года Тимонтаев служил агентом хозяйственной жизни в Новосибирском отделе народного образования, агентом по страхованию Ржищевского отдела Госстраха, сборщиком разовых налогов при Ржищевском райисполкоме. В этот же период Тимонтаев начал принимать участия в постановках Ржищевского драматического отделения рабочей молодёжи, сыграв свои первые роли. 
После увлечения сценой, в 1924 году Александр Фёдорович оставил службу и поступил в класс фагота Киевской государственный консерватории. Спустя год перешёл на кинематографическую деятельность. Изначально принимал участия в киноэкспедициях ВУФКУ — Всеукраинского фотокиноуправления, затем в 1926 году начал появляться на экране в качестве киноактёра.
Принимал участие в Великой Отечественной войне, был призван в ряды Рабоче-крестьянской Красной армии, служил в качестве химинструктора воинской части авиагруппы особого назначения и начальника штаба МПВО авиагарнизона Московского центрального аэропорта.
Скончался 21 августа 1969 года в Москве. Похоронен на Донском кладбище.

## Личная жизнь
- Александр Фёдорович был женат, воспитывал сына жены от первого брака[1].

#### Семья
- Мать — Екатерина Николаевна Тимонтаева (1876–1950) — домашняя хозяйка, воспитывала детей[1].
- Отец — Фёдор Васильевич Тимонтаев (1880–1967) — принадлежал к мещанскому сословию, до революции 1917 года трудился у частных предпринимателей приказчиком по мельничному делу, механиком, шофёром, затем состоял в различных должностях в советских учреждениях[1].

## Фильмография
- 1926 — Ветер — матрос
- 1926 — П.К.П. — чекист
- 1926 — Трипольская трагедия — Зелёновец
- 1927 — В большом городе — Саша Бутов — главная роль
- 1927 — Победа женщины — песенник
- 1927 — Китайская мельница — Червяков
- 1928 — Светлый город — красноармеец
- 1928 — Седьмой спутник — чекист
- 1928 — Танька-трактирщица — Сестрин, учитель
- 1929 — За спортивные игры, культурфильм — спортсмен
- 1929 — Матрос Иван Галай — секретарь ячейки
- 1929 — Остров Тогуй — пограничник
- 1930 — Апайка — Валиев
- 1930 — Железная бригада — котельщик, гармонист
- 1931–1932 — Тисса горит (не завершён) — заключённый солдат
- 1932 — Две встречи — шофёр
- 1933 — Изменник родины — солдат
- 1933 — Рваные башмаки — полицейский
- 1934 — Карьера Рудди — Бурш
- 1934 — Восстание рыбаков — солдат
- 1935 — Конец полустанка — рулевой
- 1935 — По следам героя — пожарный-трубач
- 1935 — Подполье (не завершён) — директор завода
- 1935 — Талка, ВГИК — Ермак
- 1936 — Борцы — Рабенкемиф
- 1936 — Дохунда (не завершён) — сотник
- 1936 — Повесть о хане Майжее, ВГИК — Воронов
- 1937 — Весёлые путешественники — толстяк
- 1937 — На Дальнем Востоке — хозяйственник
- 1937 — ПВХО — савхоз
- 1938 — В людях — повар Смурый
- 1938 — Доктор Айболит — Отец Пенты/Разбойник
- 1939 — Воздушная почта — лётчик
- 1940 — Брат героя — Плинтусов-старший
- 1940 — Салават Юлаев — управитель завода
- 1941 — Конёк-Горбунок — Морской царь, дядька богатырей, роющий разбойник
- 1941 — Старый двор — дворник
- 1946 — Крейсер «Варяг» — матрос
- 1946 — Сын полка — Соболев
- 1947 — Мальчик с окраины — шпрехшталмейстер
- 1947 — Сельская учительница — участие
- 1947 — Сказание о земле Сибирской — участие
- 1953 — Вихри враждебные — матрос
- 1953 — Случай в тайге — охотник
- 1954 — Море студёное — хозяин кабака
- 1956 — Дохунда — бухарский сотник
- 1956 — Драгоценный подарок — Степан Иванович, рыболов
- 1956 — Это начиналось так... — таксист
- 1957 — Семья Ульяновых — участие
- 1958 — Поэма о море — капитан Рева
- 1959 — Фома Гордеев — купец Воронов
- 1961 — Алые паруса — Дусс
- 1962 — Течёт Волга — участие
- 1964 — Морозко — разбойник
- 1966 — Сказка о царе Салтане — боярин
- 1967 — Огонь, вода и… медные трубы — придворный царя Федула VI / мудрец

## Оценочные мнения и критика
По мнению кинокритика И. Н. Гращенковой, актёр А. Тимонтаев сыграл в одной из картин деревенского комсомольца как честного, хорошего, но недалёкого парня, конечно, энтузиаста, но при этом редкого тяжелодума. Написано в собственной книге Ирины Николаевны за 2017 год.